# ロックフェル
ロックフェル (Rockfel) はイギリスの競走馬及び繁殖牝馬である。
1938年の牝馬クラシック二冠馬であり、チャンピオンステークスでは牡馬を打ち破って優勝した。1939年に1戦した後に繁殖入りしたが、1941年秋に病気のために死亡した。
死亡する前に唯一残した産駒が、父ハイペリオンの牡駒ロックフェラである。

## 経歴

### 出自
父フェルステッド はカーバイン系の種牡馬であり、その父父スペアミントから3代続くダービー優勝馬であった。
母Rockliffeは下級レースながら10勝をあげた馬で、母父Santorbは2代続けてアスコットゴールドカップに優勝している。
ロックフェルは母の所有者であったロンドンデリー侯爵により配合されたものであるが、受胎中に父の所有者である実業家サー・ヒューゴー・カンリフ＝オーエンに3000ギニーで購買されたため彼が生産者及び所有者となった。
ロックフェルは、バークシャー州ランボーンのオーストラリア人調教師オズワルト・マーマデューク・ダルビー・ベル、通称 "Ossie" Bell のもとに送られ、競走馬としての調教を受けた。ロックフェルはたいへん賢く、独立心の強い馬で、厩舎スタッフからは"the old lady"と呼ばれていた。

### 競走馬時代
2歳時（1937年）
1946年までイギリスの2歳馬は公式に名前をつけることが求められていなかったため、後にロックフェルとなるこの馬にも1937年中は名前が付けられておらず、Rockliffe fillyと母名に牝馬を表すfillyを付けて呼ばれていた。
競走馬生活は1937年7月のサンダウン競馬場におけるセリングレースでの着外から始まり、着外を繰り返した後、9月28日のニューマーケット競馬場のメイドンレース (6f) において最初の能力開花の兆しを見せ、1着から頭差と短頭差の3着に入った。
その後、10月7日のヨーク競馬場のアスクハムメイドンプレート(5f)において、"The Rockliffe filly"は初勝利をあげたが、この年のフリーハンデではトップのRadiantから21ポンド低い108ポンドという評価だった。
3歳時（1938年）
3歳になるとロックフェルはさらに良化を見せ、7fのフリーのハンデキャップレースで3着に入った後、エプソムのプリンセスエリザベスステークスに勝利した。
続いて、20頭出ての1000ギニーに8/1のオッズで出走すると、ロックフェルはスタートからレースを引っ張り、道中Laughing Waterに追い上げられながらも、最後は楽にLaughing Waterに1馬身半差を付け、Solar Flowerを3着に従えて見事優勝した。
1ヶ月後、オッズ3/1の人気でオークスに出走すると、スタートからレースを引っ張り、2着のRadiantに4馬身差、3着にSolar Flowerを従えて逃げ切った。勝ち時計の2分37秒00は同開催のボワルセルのダービーより1.5秒も速いものであった。
ロックフェルの次走はマイルに距離を戻してロイヤルアスコット競馬場のコロネーションステークスに出走した。ここでは斤量のためかSolar Flowerに敗れたが、ハイペリオンステークスでは斤量差が縮まり同じSolar Flowerに3度目の勝利を得た。
ロックフェルは、10月には古馬や牡馬を相手にチャンピオンステークスに挑戦し、2000ギニー優勝馬パッシュに5馬身差をつけて優勝した。
11月にはエイントリーダービー(13f)で再度牡馬と対戦して、スタートからレースを引っ張ると、ジョッキークラブカップ優勝馬Foxgloveやセントレジャーステークス優勝馬Challenge相手に3馬身差で優勝した。レース後、騎乗したラグは、ロックフェルはこれまで騎乗したなかで最高の馬であり、"perfect racing machine"だと語ったという。
また、この年の3歳馬フリーハンデではボワルセルと同じ133ポンドと評価された。
4歳時（1939年）
プリティーポリーやセプターとも比較されるようになったロックフェルは、ボワルセルとの対決のため、4歳時も現役を続けアスコットゴールドカップを目指した。
しかしながら、この年の初戦ニューマーケットのマーチステークスは簡単に勝ったが、調教に抱えた問題が大きくなり引退することとなった。

### 引退後
競走馬引退後は繁殖牝馬となったロックフェルであったが、1941年11月に腸捻転のために死亡し、初年度産駒1頭しか産駒を残せなかった。ハイペリオン産駒のその馬はロックフェラと名付けられ、3勝をあげた後に種牡馬入り。ロックフェラは種牡馬として2000ギニー優勝馬ロッカヴォン、愛2000ギニー優勝馬Linacre(GB)、日本で種牡馬として活躍したゲイタイム及びチャイナロックなどの産駒を出した。
また、1981年には活躍を讃えて、ニューマーケットの2歳牝馬のG2レースがロックフェルステークスと名付けられた。

## 血統表
| ロックフェルの血統 | ロックフェルの血統                                  | ロックフェルの血統                                  | （血統表の出典）                                    | （血統表の出典）  |
| 父系               | エクリプス系                                        | エクリプス系                                        | エクリプス系                                        | [ § 2 ]           |
| 父 Felstead (GB)   | 父の父Spion Kop                                     | Spearmint                                           | Carbine                                             | Carbine           |
| 父 Felstead (GB)   | 父の父Spion Kop                                     | Spearmint                                           | Maid of the Mint                                    |                   |
| 父 Felstead (GB)   | 父の父Spion Kop                                     | Hammerkop                                           | Gallinule                                           | Gallinule         |
| 父 Felstead (GB)   | 父の父Spion Kop                                     | Hammerkop                                           | Concussion                                          |                   |
| 父 Felstead (GB)   | 父の母Felkington                                    | Lemberg                                             | Cyllene                                             | Cyllene           |
| 父 Felstead (GB)   | 父の母Felkington                                    | Lemberg                                             | Galicia                                             |                   |
| 父 Felstead (GB)   | 父の母Felkington                                    | Comparison                                          | William the Third                                   | William the Third |
| 父 Felstead (GB)   | 父の母Felkington                                    | Comparison                                          | Combine                                             |                   |
| 母 Rockliffe (GB)  | 母の父Santorb                                       | Santoi                                              | Queen's Birthday                                    | Queen's Birthday  |
| 母 Rockliffe (GB)  | 母の父Santorb                                       | Santoi                                              | Merry Wife                                          |                   |
| 母 Rockliffe (GB)  | 母の父Santorb                                       | Countess Torby                                      | Morganatic                                          | Morganatic        |
| 母 Rockliffe (GB)  | 母の父Santorb                                       | Countess Torby                                      | All Square                                          |                   |
| 母 Rockliffe (GB)  | 母の母Sweet Rocket                                  | Rock Flint                                          | Rock Sand                                           | Rock Sand         |
| 母 Rockliffe (GB)  | 母の母Sweet Rocket                                  | Rock Flint                                          | Trigger                                             |                   |
| 母 Rockliffe (GB)  | 母の母Sweet Rocket                                  | Bustle                                              | Eager                                               | Eager             |
| 母 Rockliffe (GB)  | 母の母Sweet Rocket                                  | Bustle                                              | Sophie Arnould                                      |                   |
| 母系(F-No.)        | 7号族(FN:7-a)                                       | 7号族(FN:7-a)                                       | 7号族(FN:7-a)                                       | [ § 3 ]           |
| 5代内の近親交配    | Carbine S4×S5、St. Simon S5×M5、 Molly Morgan S5×M5 | Carbine S4×S5、St. Simon S5×M5、 Molly Morgan S5×M5 | Carbine S4×S5、St. Simon S5×M5、 Molly Morgan S5×M5 | [ § 4 ]           |
| 出典               | 1. 2. 3. 4.                                         | 1. 2. 3. 4.                                         | 1. 2. 3. 4.                                         | 1. 2. 3. 4.       |